# 花房達也
花房 達也（はなぶさ たつや）は、TBSラジオなどで番組を制作するラジオディレクター。

## 人物
- ラジオの制作会社社員を経て、現在は自身で会社を立ち上げる。
- TBSラジオ『大沢悠里のゆうゆうワイド』や『Kakiiin』では、よく名前のみ登場する。『ゆうゆうワイド』では主に毎週火曜・木曜のスタッフ紹介に登場し、さかなクンからは「花房ディレクター様」、『Kakiiin』では駒田健吾、土井敏之からは「花房D」、初田啓介からは「フラワー花房」と呼ばれている。
- 過去に担当した『サタデー大人天国! 宮川賢のパカパカ行進曲!!』では、未だに当時制作した番組テーマ曲、ジングルが使用されている。
- 『ゆうゆうワイド』の投稿コーナー『お色気大賞』では、冴えないサラリーマンや不貞を働いた妻の浮気相手の仮名として、ディレクターの青原茂雄と共に「出演」することがある。

## 主な過去の担当番組
TBSラジオ
- サタデー大人天国! 宮川賢のパカパカ行進曲!!（初代担当ディレクター、現在は番組CD制作担当）
- 夜な夜なニュースいぢり X-Radio バツラジ（番組TM、ジングルを作成）
- time slip 80's
- グリグリ 〜goody goody〜
- 大沢悠里のゆうゆうワイド（火曜・木曜担当ディレクター）
- kakiiin（帯番組時代は月曜・火曜担当ディレクター）
- 穂花のホントだよ（ポッドキャスト番組）
- 成瀬心美ぷるるんhoneyトラップ

その他
- NACK5各番組
- bayfm各番組

## youtube番組
- SOLIDEMO.TV！
- 吉田山田のパッとでなふたり